# Jednostka kalkulacyjno-operacyjna
Jednostka kalkulacyjno-operacyjna - określona ilość środków materiałowych i technicznych ustalona na jeden egzemplarz sprzętu, uzbrojenia lub dla jednego żołnierza w celach planowania zaopatrywania wojsk. Rozróżnia się następujące jednostki kalkulacyjno-operacyjne:
- jednostkę ognia - jo,
- jednostkę napełnienia - jn,
- rację (należność) dzienną żywności - rdz,
- komplet umundurowania i sprzętu,
- jednostki wagowe, miarowe i objętościowe.